# 澗西区
澗西区（かんせい-く）は中華人民共和国河南省洛陽市に位置する市轄区。

## 行政区画
- 街道:湖北路街道、天津路街道、長春路街道、南昌路街道、長安路街道、重慶路街道、鄭州路街道、武漢路街道、徐家営街道、珠江路街道、周山路街道、工農街道

## 交通

### 鉄道
- 洛陽軌道交通
  - 1号線

### 道路
- 高速道路
  -  寧洛高速道路
  -  洛盧高速道路（中国語版）
- 国道
  - G310国道（中国語版）